# Сосновка (Гурьевский район)
Сосно́вка — посёлок в Гурьевском районе Кемеровской области. Является административным центром Сосновского сельского поселения.

## История
Село Сосновка образовалось в 1910 году из семей, приехавших из Салаира, деревень Горскино, Залесово Алтайского края. Первые переселенцы села Сосновка — семья Третьяковых.
В 1920 году с переездом семей из Новосибирска и Новосибирской области, была образована коммуна «Светлый путь». Занимались земледелием и разведением скота.
15 июня 1922 года образован Сосновский сельский совет с населением 1062 человека.
В 1928—29 годах на территорию села Сосновка приехали первые семьи из Чувашии в рамках планового переселения народов СССР. В 1930 году они основали деревню Чуваш-Пай.
В 1957 году был образован совхоз «Салаирский» (в то время ещё Беловском районе), в состав которого стало входить 9 населенных пунктов со своими хозяйствами и центральной усадьбой в селе Сосновка. Совхоз занимался мясомолочным производством, животноводством, коневодством, выращиванием зерновых культур и имел свой плодопитомник (совхоз распался в 2001—2002 годах).
В 1965 году было построено новое здание средней общеобразовательной школы. Первый директор — Колногоров Евгений Григорьевич. До 1965 года школа была восьмилетней.
В 1968 году построен сельский Дом культуры.
5 ноября 1970 года был открыт детский сад комбинированного вида «Звездочка», который объединил 3 малых детских сада. Первой заведующей стала Башмакова Анна Дмитриевна.

## География
Посёлок расположен в западной части Кемеровской области на реке Талмовушка.
Центральная часть населённого пункта расположена на высоте 301 метр над уровнем моря.
Улицы: Дружбы, Заречная, Зелёная, Кедровая, Кирова, Коммунистическая, Кулаевская, Ленинская, Лесная, Мира, Молодёжная, Пролетарская, Пушкина, Садовая, Советская, Степная, 1 мая, 8 марта.

## Население
По данным Всероссийской переписи населения 2010 года, в посёлке Сосновка проживает 1154 человека (523 мужчины, 631 женщина).

## Транспорт
Ходит рейсовый автобус из Гурьевска.